# Epioblasma obliquata
Epioblasma obliquata är en musselart som först beskrevs av Rafinesque 1820.  Epioblasma obliquata ingår i släktet Epioblasma och familjen målarmusslor.

## Underarter
Arten delas in i följande underarter:
- E. o. obliquata
- E. o. perobliqua